# Viktor Östlund
John Viktor Östlund (* 19. Januar 1992 in Märsta) ist ein ehemaliger schwedischer Handballspieler.

## Karriere

### Verein
Viktor Östlund lernte das Handballspielen bei Skånela IF in Märsta. Mit seinem Heimatverein gelang ihm in der Saison 2011/12 der Aufstieg in die erste schwedische Liga, die Handbollsligan. Nach dem Abstieg in der folgenden Erstligaspielzeit wechselt der 1,98 m große linke Rückraumspieler zum Ligakonkurrenten Eskilstuna Guif, mit dem er sich dreimal für die Meisterrunde qualifizieren konnte. Im Sommer 2016 unterschrieb er beim dänischen Erstligisten Team Tvis Holstebro, mit dem er in der Saison 2016/17 den dänischen Pokal gewann. Nach drei Jahren kehrte er nach Schweden zurück und spielte bis 2021 für HK Malmö.

### Nationalmannschaft
In der schwedischen A-Nationalmannschaft debütierte Östlund beim 29:27 gegen Polen am 4. Juni 2013 in Larvik, Norwegen. Er stand im Aufgebot für die Weltmeisterschaft 2015 (10. Platz), die Europameisterschaft 2016 (8. Platz) und die Europameisterschaft 2018 (Silber). Insgesamt bestritt er 43 Länderspiele, in denen er 101 Tore erzielte.